# سوفيتشيلي

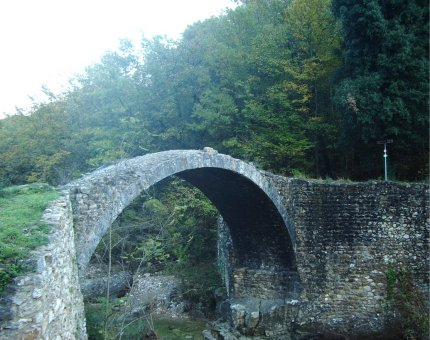
سوفيسيل

سوفيسيل: بلدة في مقاطعة سيينا في المنطقة الإيطالية توسكانا، تقع على بعد حوالي 60 كيلومترا (37 ميل) إلى الجنوب من مدينة فلورنسا، وحوالي 10 كيلومتر (6 ميل) جنوب غرب سيينا.

## السكان
في سنة 1861 بلغ عدد السكان 7٬253 نسمة، وتطور العدد ليصل في سنة 2011 لـ 9٬935 نسمة.
يظهر هذا المخطط البياني تطور النمو السكاني لـ سوفيتشيلي

## توأمة
لسوفيتشيلي اتفاقيات توأمة مع:
- فآيتسبرون